# Andrea Contarini
Andrea Contarini, född 1300, död 1382, var en venetiansk doge. Han var den 60:e regerande doge av Venedig och regerade mellan åren 1368–1382.
Enligt en legend levde Contarini som ung ett lössläppt liv. Detta ändrades dock efter att han hade sex med en nunna i ett kloster. Han såg en vigselring på hennes finger och undrade om hon var gift. Hon svarade att den symboliserade hennes förhållande med Kristus. Contarini blev så upprörd av detta att han lämnade henne och sprang från klostret. När han kom hem skall ett krucifix ha nickat åt honom som tack för hans uppförande.
Contarini lyckades under kriget om Chioggia år 1381 att besegra Republiken Genua och stabilisera Venedigs makt.
Contarini är begravd i kyrkan Santo Stefano i Venedig.